# 버디 엡슨

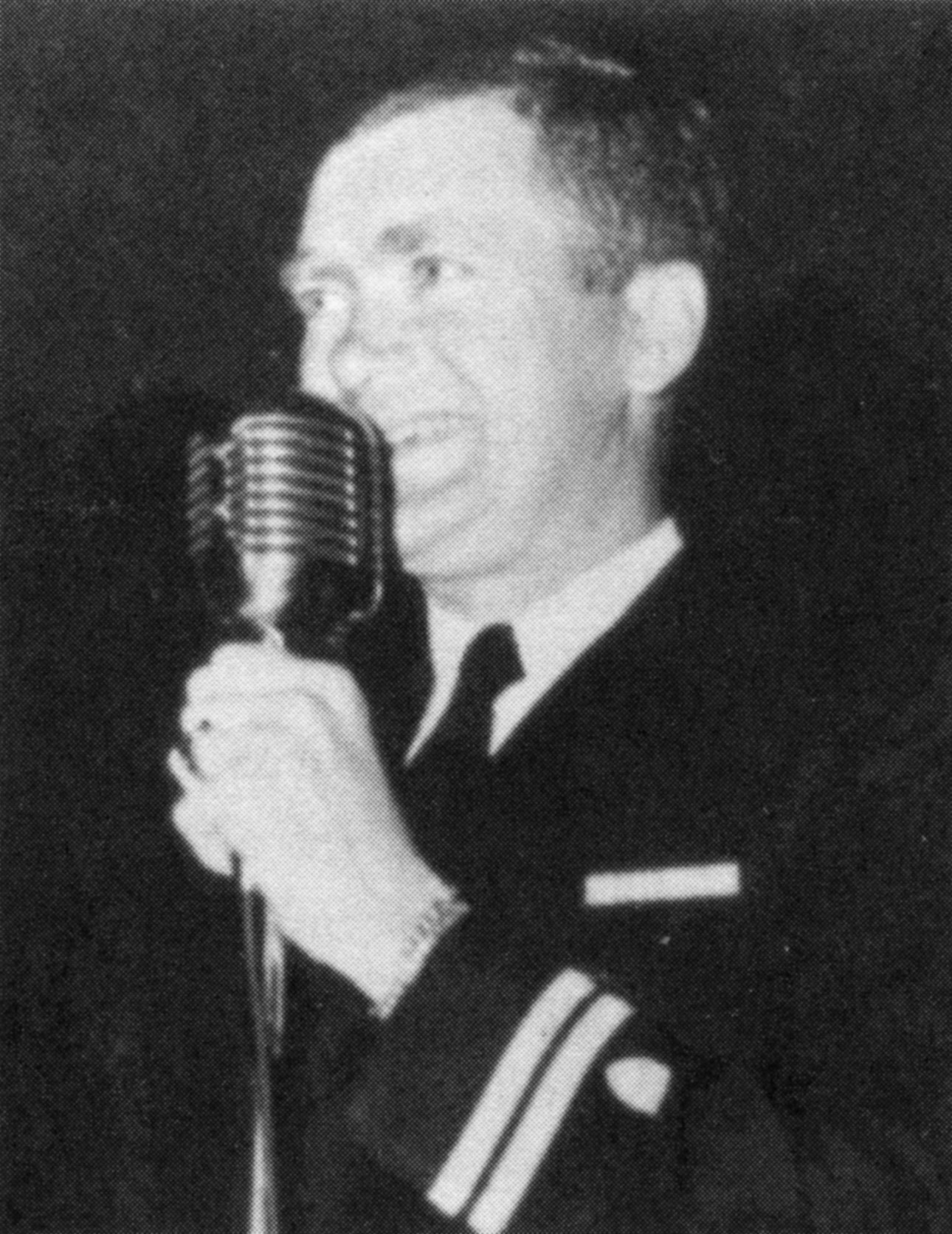

버디 엡슨(Buddy Ebsen, 1908년 4월 2일 ~ 2003년 7월 6일)는 미국의 가수, 배우, 장교, 동전 수집가, 영화 제작자, 무용가이다.
벨빌에서 태어났으며 토런스에서 사망하였다. 사인은 폐렴이다.

## 출연 작품
- 비버리 힐빌리즈 (1993년)
- 파이어 온 더 마운틴 (1981년) - 존 역
- 비버리 힐빌리즈 - TV 영화 (1981년)
- 파라다이스 커넥션 (1979년)
- 엔터테인먼트 (1974년)
- 톰 소여 (1973년)
- 엔더슨빌 트라이얼 (1970년)
- 오리지널 패밀리 밴드 (1968년) 골라이트리 역
- 프론티어 레인저스 (1959년)
- 천국과 지옥 (1956년)
- 공격 (1956년)
- 풍운아 데이비 크로켓 (1955년)
- 클라이막스! (1954년)
- 레드 가터스 (1954년)
- 나이트 피플 (1954년)
- 싱 유어 워리스 어웨이 (1942년)
- 데이 멧 인 아르헨티나 (1941년)
- 더 걸 오브 더 골든 웨스트 (1938년)
- 마이 럭키 스타 (1938년)
- 브로드웨이 멜로디 오브 1938 (1937년)
- 캡틴 재뉴어리 (1936년)
- 본 투 댄스 (1936년)
- 브로드웨이 멜로디 오브 1936 (1935년)

### 텔레비전
- 비버리 힐빌리즈 (1962년)
- 티파니에서 아침을 (1961년) - 닥터
- 보난자 (1959년)
- 서부의 파라딘 (1957년)
- 딜론 보안관 (1955년)
- 디즈니랜드 (1954년) - 조지 러셀 역
- 명탐정 바나비 존즈 (1973년)

## 도서
- Kelly's Quest
- Kelly's Quest
- The One and Only, Genuine, Original Family Band